# Angela Winkler
Angela Winkler (Templin, 22 gennaio 1944) è un'attrice tedesca.

## Biografia
Nata a Templin, Winkler ha studiato per diventare un medico analista a Stoccarda. Interessatasi al teatro, si trasferisce a Monaco di Baviera, dove studia in corsi di recitazione con Ernst Fritz Fürbringer. Nel 1967 ha il suo primo ruolo al teatro di Kassel. Nel 1969 ha un ruolo da protagonista nel film di Peter Fleischmann Jagdszenen aus Niederbayern. Dopo aver visto questo film, Peter Stein le offre un ruolo al Schaubühne. La Winkler si è esibita a Berlino da 1971 al 1978. Il suo successivo film, Il caso Katharina Blum, diretto da Volker Schlöndorff, l'ha resa una star nel 1975. Per il ruolo di Katharina Blum, ha ricevuto il Filmband in Gold. Nel 1979 ha guadagnato fama internazionale come madre di Oskar Matzerath nel film premio Oscar Il tamburo di latta di Schlöndorff. Sposatasi con lo scultore Wiegand Wittig, i due hanno avuto quattro figli.

## Filmografia
- Scene di caccia in bassa Baviera (Jagdszenen aus Niederbayern), regia di Peter Fleischmann (1969)
- Il caso Katharina Blum (Die verlorene Ehre der Katharina Blum), regia di Volker Schlöndorff e Margarethe von Trotta (1975)
- La donna mancina (Die linkshändige Frau), regia di Peter Handke (1978)
- Il coltello in testa (Messer im Kopf), regia di Reinhard Hauff (1978)
- XIV, regia di Volker Schlöndorff, episodio del film Germania in autunno (Deutschland im Herbst) (1978)
- Il tamburo di latta (Die Blechtrommel), regia di Volker Schlöndorff (1979)
- Letzte Liebe, regia di Ingemo Engström (1979)
- La provinciale, regia di Claude Goretta (1981)
- Danton, regia di Andrzej Wajda (1983)
- Lucida follia (Heller Wahn), regia di Margarethe von Trotta (1983)
- Il diario di Edith (Ediths Tagebuch), regia di Hans W. Geißendörfer (1983)[1]
- De grens, regia di Leon de Winter (1984)
- Bronsteins Kinder, regia di Jerzy Kawalerowicz (1991)
- Benny's Video, regia di Michael Haneke (1992)
- Der Kopf des Mohren, regia di Paulus Manker (1995)
- Die Bubi Scholz Story, regia di Roland Suso Richter - film TV (1998)
- Spreewaldkrimi - serie TV, 1x01 (2006)
- Fuga per la salvezza (Die Flucht), regia di Kai Wessel - film TV (2007)
- Ferien, regia di Thomas Arslan (2007)
- Das Haus der schlafenden Schönen, regia di Vadim Glowna (2008)
- Drei, regia di Tom Tykwer (2010)
- Apocalypse (Hell), regia di Tim Fehlbaum (2011)
- Sils Maria, regia di  Olivier Assayas (2014)
- Dark - serie TV (2017)
- Suspiria, regia di Luca Guadagnino (2018)
- Io & Sissi (Sisi & Ich), regia di Frauke Finsterwalder (2023)

## Teatro
- 1996: Il giardino dei ciliegi di Anton Čechov (Burgtheater, Vienna) Director: Peter Zadek
- 1999: Amleto di Shakespeare (Wiener Festwochen) Direttore: Peter Zadek
- 2000: Rosmersholm di Henrik Ibsen (come Rebekka, Burgtheater, Vienna) Direttore: Peter Zadek
- 2002: Anatol di Arthur Schnitzler (come Gabriele, Burgtheater, Vienna) Direttore: Luc Bondy
- 2003: La notte dell'iguana di Tennessee Williams (come Hannah Jelkes, Burgtheater, Vienna) Direttore: Peter Zadek
- 2003: Madre Coraggio e i suoi figli di Bertolt Brecht (come Mutter Courage, Deutsches Theater Berlin) Direttore: Peter Zadek
- 2004: Peer Gynt di Henrik Ibsen (come Aase, Berliner Ensemble) Direttore: Peter Zadek
- 2005: Il racconto d'inverno di Shakespeare (come Paulina, Berliner Ensemble) Direttore: Robert Wilson
- 2007: L'opera da tre soldi di Bertolt Brecht (come Jenny, Berliner Ensemble) Direttore: Robert Wilson

## Riconoscimenti
- 2006: Ibsen Centennial Commemoration Awardindemnity contract #*23-358-68-4699=aka Angela dawn winkler mother Peggy nell small father Rhonda dean winkler registeru of Caldwell county courthouse Lenoir nc28645.north Carolina 501w3c tax exempt .non.orofitt e nets @whitehoyse USA government mental health project of control of lord's lirdMHME was not owned by T .Johnson any more in2013.lenour nc286645.they still haven't released the slaven lord mhme358684699.aka angiewinkler .

## Doppiatrici italiane
- Aurora Cancian in Il commissario Dupin, Sils Maria, Dark
- Roberta Greganti in Danton
- Franca De Stradis ne Il diario di Edith
- Melina Martello in Suspiria